# Liste der Naturdenkmale in Unlingen
| Naturdenkmale | Anzahl |
| ------------- | ------ |
| FND           | 2      |
| END           | 3      |
| Gesamt        | 5      |

Die Liste der Naturdenkmale in Unlingen nennt die verordneten Naturdenkmale (ND) der im baden-württembergischen Landkreis Biberach liegenden Gemeinde Unlingen. In Unlingen gibt es insgesamt fünf als Naturdenkmal geschützte Objekte, davon zwei flächenhafte Naturdenkmale (FND) und drei Einzelgebilde-Naturdenkmale (END).
Stand: 1. November 2016.

## Flächenhafte Naturdenkmale (FND)
| Name                     | Bild | Kennung     | Einzelheiten | Position | Fläche Hektar | Datum         |
| ------------------------ | ---- | ----------- | ------------ | -------- | ------------- | ------------- |
| Kiesgrube im Galgenbühl  |      | 84261210004 | Unlingen     | ???      | 3,3           | 18. Juli 1990 |
| Kiesgrube im Galgenbühl  | BW   | 84261210005 | Unlingen     | ⊙        | 3,4           | 18. Juli 1990 |
| Legende für Naturdenkmal |      |             |              |          |               |               |

## Einzelgebilde (END)
| Name                          | Bild | Kennung     | Einzelheiten | Position | Fläche Hektar | Datum         |
| ----------------------------- | ---- | ----------- | ------------ | -------- | ------------- | ------------- |
| Linde                         | BW   | 84261210001 | Unlingen     | ⊙        | 0,0           |               |
| Linde in der Marktstrasse     | BW   | 84261210002 | Unlingen     | ⊙        | 0,0           | 23. Okt. 1962 |
| 2 Roßkastanien beim Feldkreuz | BW   | 84261210003 | Unlingen     | ⊙        | 0,0           | 1. Juni 1971  |
| Legende für Naturdenkmal      |      |             |              |          |               |               |